# Yarnbombing
Yarnbombing – dziedzina sztuki polegająca na pokrywaniu elementów przestrzeni zewnętrznej (najczęściej architektury miejskiej, ale także drzew, kamieni itp.) ręcznie wykonanymi dzianinami.
Postrzegany jako rodzaj graffiti lub street artu, yarnbombing nie posiada jeszcze ugruntowanej polskiej nazwy, ale czasem pojawia się określenie „bombardowanie włóczką” lub „dziergane graffiti”. W języku angielskim zamiennie używane są także takie określenia, jak yarnbombing/yarn bombing, yarn storming (dla złagodzenia negatywnych konotacji słowa bombing), a także guerrilla knitting, kniffiti, urban knitting lub graffiti knitting.

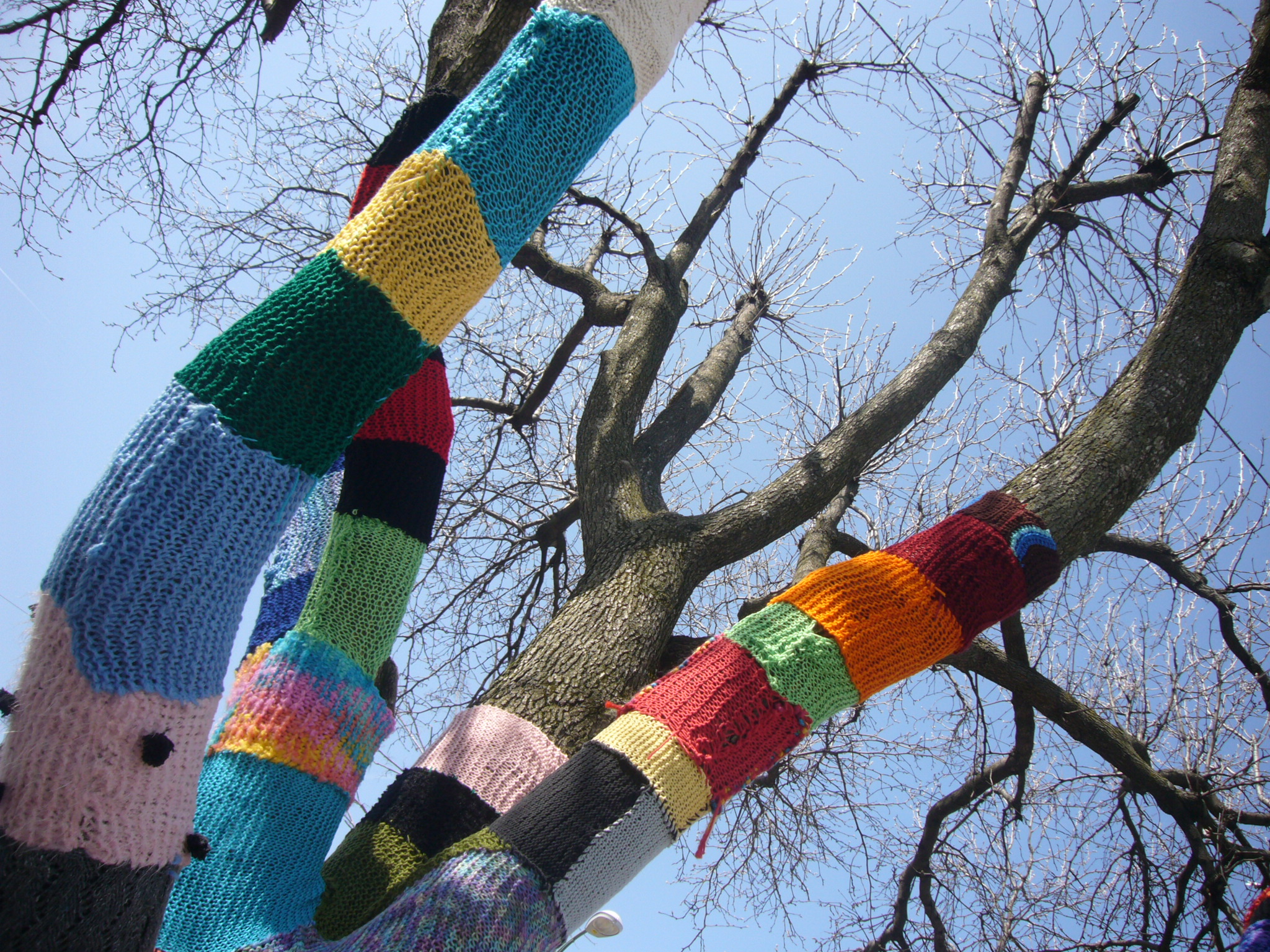
„Knit Knot Tree”

## Motywacje
Chociaż instalacje – nazywane z angielska yarn bombs albo yarnstorms – mogą przetrwać lata, postrzegane są jako nietrwałe, gdyż (odwrotnie do innych form graffiti) w każdej chwili mogą zostać usunięte. Jakkolwiek formalnie yarnbombing jest nielegalny, nie jest zaciekle ścigany prawem ze względu na znikomą szkodliwość i nie jest postrzegany jako forma wandalizmu. Aby wyeliminować możliwość zaśmiecania w przypadku zabrudzenia, uszkodzenia lub oderwania elementów instalacji, często łączy się akcje yarnbombingowe z akcjami społecznymi o głębszym znaczeniu (np. wykorzystane w instalacji dzianiny są po pewnym czasie zdejmowane i przekształcane w okrycia bądź posłania i przekazywane do przytułków lub schronisk).
Początkowo yarnbombing służył jedynie do dekoracji i wynikał z pobudek estetycznych. W założeniu miał „ocieplać” albo wprowadzać kolor do przestrzeni miejskiej, wkrótce jednak zaczął być także używany jako forma protestu czy nacisku na decydentów; zwracał uwagę na problemy społeczne. Bywa także wykorzystywany jako forma reklamy w działaniach marketingowych lub forma celebrowania wydarzeń historycznych lub kulturalnych.

## Technika

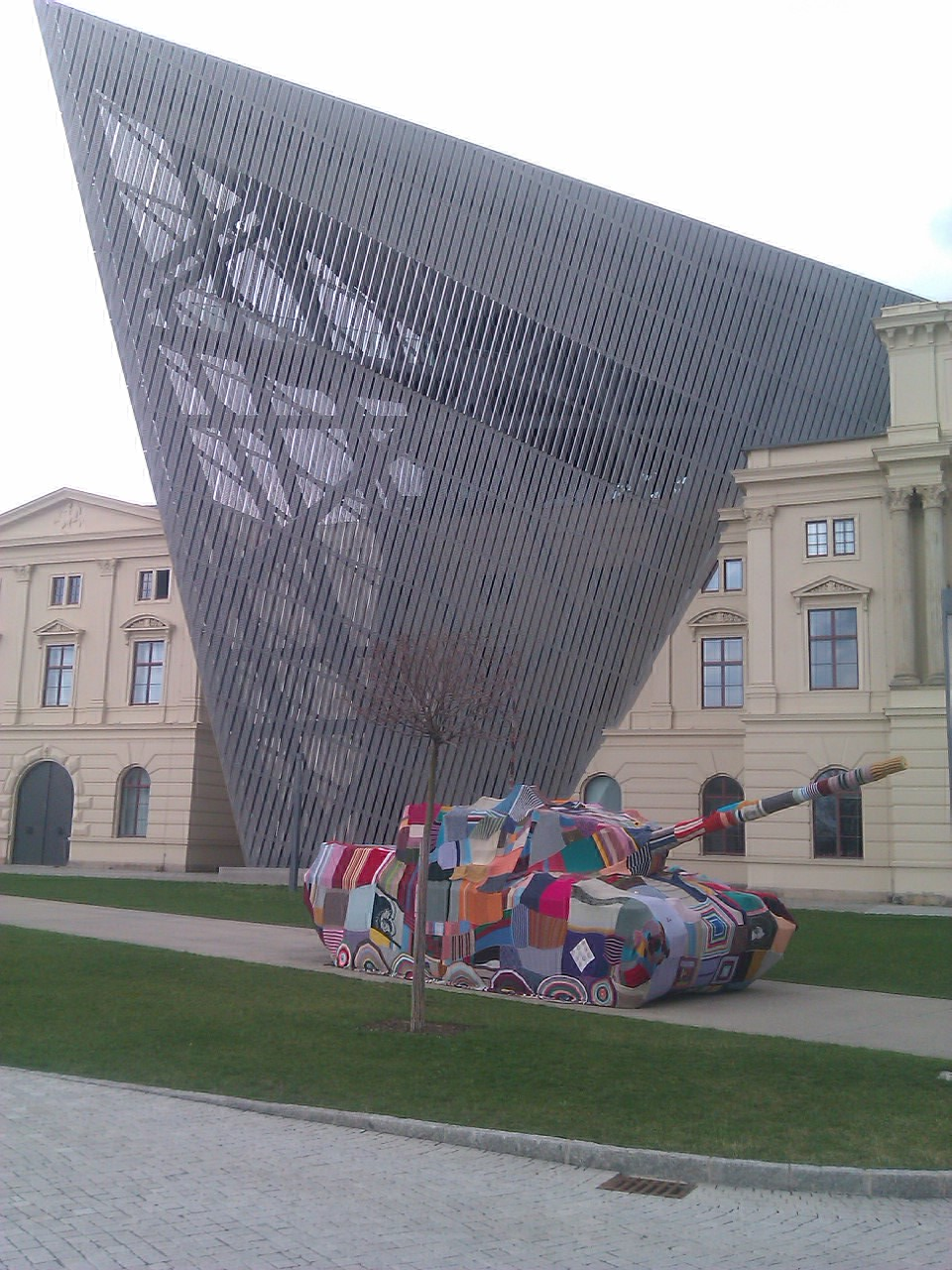
Yarnbombing wykonany na czołgu stojącym przed Muzeum Wojskowo-Historycznym Bundeswehry (Drezno)

Dzianiny używane w yarnbombingu bywają wykonane na drutach, szydełkiem bądź też maszynowo. Najczęściej stosowaną metodą jest owinięcie/otulenie dzianiną istniejącego obiektu. Często używa się na jej określenie angielskiego terminu cosy nawiązującego do ocieplaczy używanych do imbryków. Przygotowywane wcześniej dzianiny mogą składać się z jednego lub większej liczby elementów, po czym zakładane są na docelowy przedmiot i mocowane za pomocą szydełka, zszywane lub przymocowywane plastikowymi zaciskami. W instalacjach używa się także takich elementów, jak amigurumi, szydełkowane kwiaty czy pompony. Instalacje mogą też zostać otagowane za pomocą danych na temat ich autorów (np. poprzez dołączenie wizytówki artysty lub całej grupy).

## Historia

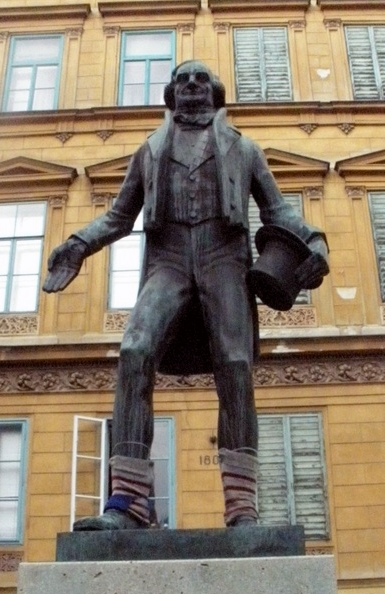
Pomnik Johanna Nepomuka Nestroya (Wiedeń)

Za kolebkę yarnbombingu uważa się Teksas w Stanach Zjednoczonych, gdzie osoby zajmujące się robieniem na drutach szukały sposobu na wykorzystanie resztek włóczek, próbek i niedokończonych projektów. Wkrótce stał się popularny na całym świecie.
Jakkolwiek za matkę yarnbombingu uznawana jest pochodząca z Houston Magda Sayeg (w 2005 wpadła na pomysł okrycia klamki swojego butiku specjalnie w tym celu przygotowanymi ocieplaczami), to już w 1990 Bill Davenport, artysta z Houston, przygotowywał i wystawiał obszydełkowane przedmioty w mieście i jak napisał „Houston Press”, może być nazywany „wielkim dziadkiem szydełkowej rzeźby”. Także artystka Shanon Schollian wykonywała na drutach ocieplacze na drewniane pnie, z wycinki drzew w stanie Oregon, przed Magdą Sayeg (w 2002).
Obdziergane przez grupę Jafagirls drzewo w Yellow Springs w Ohio nazwane „Knit Knot Tree” zdobyło międzynarodową popularność w 2008.

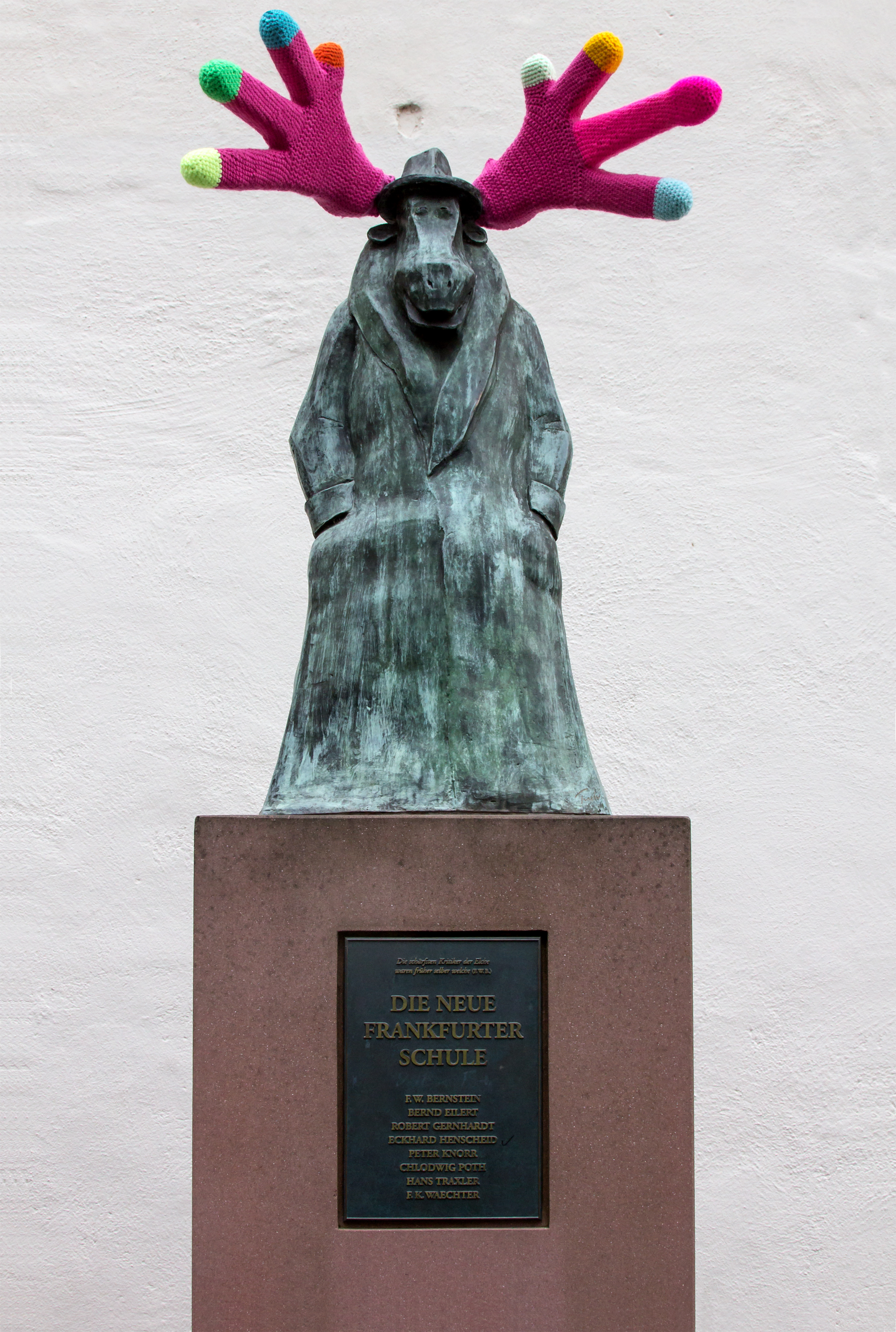
Łoś przy Caricatura Museum für Komische Kunst (Frankfurt nad Menem)

Ruch yarnbombingowy rozwinął się od prostych ocieplaczy dzierganych dla przedmiotów do „dzierganych historii”. Autorką pomysłu była Lauren O’Farrell z Londynu (tworząca swe dziergane instalacje jako Deadly Knitshade), która stworzyła pierwszy miejski kolektyw yarnbombingowy nazwany Knit the City. Koncepcja „dzierganej historii” wykorzystywała ręcznie wykonane laleczki amigurumi, nadające instalacji określony temat. Pierwsza instalacja tego rodzaju – „Web of Woe” – powstała w sierpniu 2009.
Kolektyw Knit the City zaczął także jako pierwszy używać określenia yarnstorming na swoją działalność. Miała to być alternatywa do budzącego negatywne skojarzenia yarnbombingu.
Z czasem popularność ruchu rosła. We wrześniu 2011 w Oklahoma City sklep Collected Thread, w ramach świętowania swoich 3. urodzin, zbombardował włóczką Plaza District. W Australii powstała grupa Twilight Taggers, określająca siebie jako włókienniczych artystów i publikująca poradniki „jak bombardować włóczką”, a Joann Matvichuk z Kanady zapoczątkowała Międzynarodowy Dzień Yarnbombingu, pierwszy raz celebrowany 11 czerwca 2011.
Instalacje yarnbombingowe najczęściej powstają w przestrzeni miejskiej, jednak Stephen Duneier, znany jako Yarnbomber, jako pierwszy zaczął wprowadzać je do obszarów naturalnych swoimi projektami realizowanymi dla Los Padres National Forest od 2012.
The Craft Club Yarnbombers (Emma Curley, Helen Thomas, Gabby Atkins, Claire Whitehead i Rebecca Burton) trafiły do Księgi Rekordów Guinnessa jako autorki największej wystawy szydełkowanych figurek, gdy zbombardowały włóczką dziecięce hospicjum The Little Havens. Instalacja, do stworzenia której zużyły 13 388 szydełkowych elementów, została przygotowana w ogrodzie hospicjum 25 sierpnia 2014. Słynna była też ich akcja ozdabiania skrzynek pocztowych w Esseksie.

## Yarnbombing w Polsce
W 2013 w Dziewiczej Górze włóczkowe instalacje powstały na drzewach Puszczy Zielonki w akcji zorganizowanej przez Agnieszkę Ostrowską.
W grudniu 2015 w Luboniu pierwszy raz ujawniła swoją działalność yarnbombingowa grupa Szydełkowe Fanaberie. Posiadając wsparcie burmistrza Lubonia, najpierw – tuż przed świętami – ozdobiła mikołajowymi czapeczkami uliczne słupki, a potem pomnik bł. Edmunda Bojanowskiego w Żabikowie. Kolejnym projektem była 9-metrowa instalacja na Pomniku Siewcy w Luboniu.

## Literatura

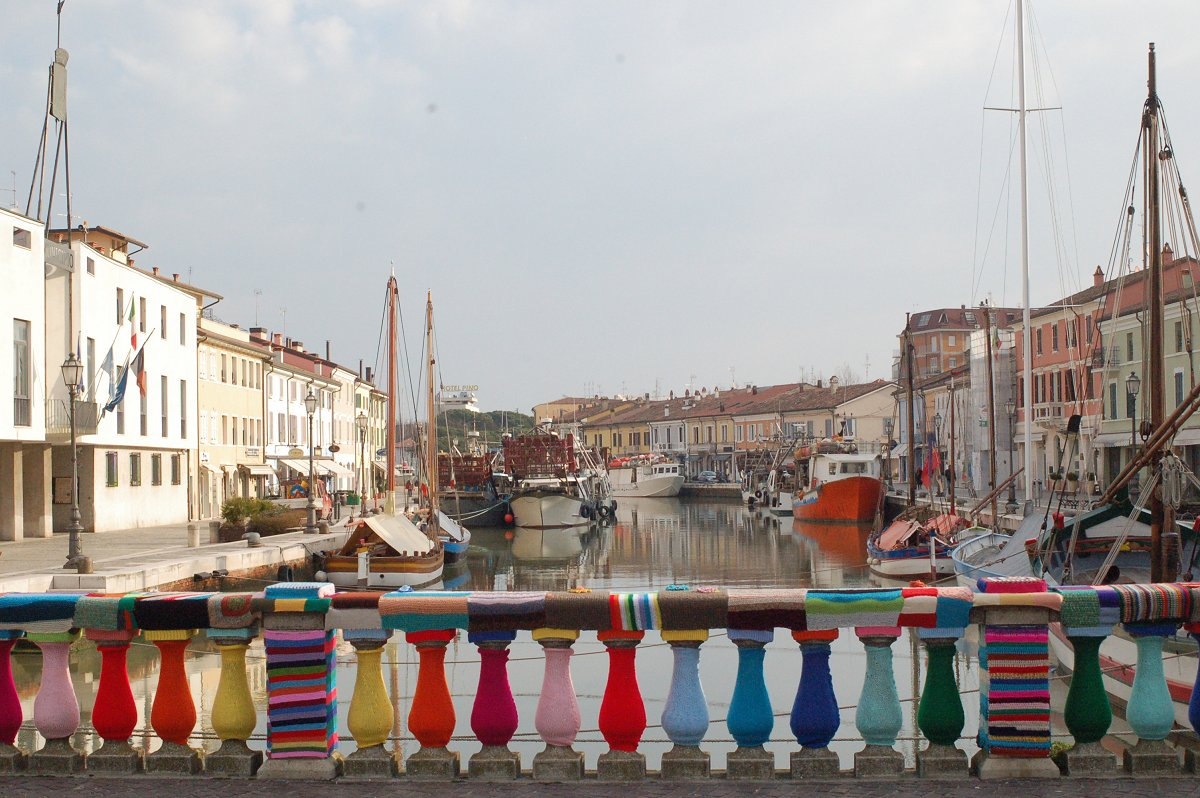
Yarnbombing na zabytkowym moście w Cesenatico (Włochy)

We wrześniu 2009, w Kanadzie i Stanach Zjednoczonych, została opublikowana książka Yarn Bombing: The Art of Crochet and Knit Graffiti (Arsenal Pulp Press), autorstwa Leanne Prain i Mandy Moore.
W marcu 2011 w Niemczech ukazała się Knit the City: Maschenhaft Seltsames (Hoffmann und Campe), autorstwa Deadly Knitshade. Oryginalnie napisana w języku angielskim, we wrześniu 2011 wydana została w Wielkiej Brytanii Knit the City: A Whodunnknit Set in London (Summersdale).
W czerwcu 2011 grupa Yarn Bombing Los Angeles wydała katalog Yarn Bombing 18th Street, autorstwa Arzu Ardy Kosar, z wystawy w 18th Street Arts Center w Santa Monica.

## Obecność w kulturze
W jednym z odcinków amerykańskiego serialu Dwie spłukane dziewczyny pojawił się wątek yarnbombingu (sezon 4., odcinek 4., emisja: listopad 2014).
W Knot the Usual Suspects, piątej części książkowej serii A Haunted Yarn Shop Mystery, autorstwa Molly MacRae, występuje grupa dziewiarek przygotowujących instalację yarnbombingową w miejscowości Blue Plum, w stanie Tennessee.